# Bataille de Munda
 (mars 2022).
Si vous disposez d'ouvrages ou d'articles de référence ou si vous connaissez des sites web de qualité traitant du thème abordé ici, merci de compléter l'article en donnant les références utiles à sa vérifiabilité et en les liant à la section « Notes et références ».
Guerre civile de César
Batailles
- Marseille (navale)
- Ilerda
- Bagradas
- Marseille (siège)
- Dyrrachium
- Pharsale
- Alexandrie
- Ruspina
- Thapsus
- Munda

La bataille de Munda se déroula le 17 mars 45 av. J.-C. dans les plaines de Munda en Bétique, dans le Sud de l'Espagne. Ce fut la dernière bataille entre Jules César et les partisans de la république, les Optimates. Après cette victoire et la mort de Titus Labienus et de Pompée le Jeune (le fils de Pompée le Grand), César put revenir triomphant à Rome et gouverner avec le titre de dictateur.

## Contexte
Après la défaite de César à Dyrrhachium, et ses victoires à Pharsale et à Thapsus, les partisans de la république, menés à l'origine par Pompée, furent confinés dans les provinces espagnoles. En fait, durant le printemps 46 av. J.-C., deux légions d'Hispanie ultérieure, constituées principalement de vétérans des légions de Pompée enrôlés dans l'armée de César, se déclarèrent fidèles à Gnæus Pompeius (fils du grand Pompée) et chassèrent le proconsul de César. Peu après, ils furent rejoints par le reste de l'armée de Pompée détruite lors de la bataille de Thapsus en avril 46 av. J.-C.. Ces troupes étaient commandées par les frères Gnæus Pompeius et Sextus Pompeius (fils de Pompée) et par le talentueux général Titus Labienus, l'un des principaux lieutenants de César durant la guerre des Gaules. Utilisant les ressources de la province, ils levèrent une armée composée de treize légions (les deux légions de vétérans, une légion de citoyens romains vivant en Espagne et le reste composé de non-citoyens de la province) et prirent le contrôle de presque toute la province d'Hispanie ultérieure, notamment les importantes colonies romaines d'Italica et de Cordoue (la capitale de la province). Les généraux de César : Quintus Fabius Maximus et Quintus Pedius ne prirent pas le risque d'engager la bataille. Ils restèrent dans leur camp à Obulco, à une cinquantaine de kilomètres à l'est de Cordoue, et sollicitèrent l'aide de César.
Ce dernier quitta donc Rome pour l'Espagne, emmenant deux légions de confiance et aguerries (legio X Equestris et legio V Alaudæ), ainsi que plusieurs légions nouvellement levées (notamment legio III Gallica et legio VI Ferrata), mais la plus grande partie de ses troupes était constituée de recrues déjà en Espagne. 
Le parcours (plus de deux mille quatre cents kilomètres) fut accompli  en moins d'un mois, l'armée  arrivant à Obulco au début du mois de décembre (César écrivit immédiatement un poème décrivant le voyage, Iter). Il demanda à son petit-neveu Octave de le rejoindre, mais celui-ci tomba malade et n'arriva qu'après que la campagne fut terminée.
Profitant de l'effet de surprise, César parvint à rompre le siège d'une ville, Ulipia, que Gnæus Pompeius assiégeait, mais il ne put prendre Cordoue, défendue par Sextus Pompée. 
Après un court siège, il prit la ville fortifiée d'Ategua (es), ce qui porta un coup sérieux au moral des pompéiens, et certains de leurs alliés locaux commencèrent à changer de camp. 
Une escarmouche près de Soricaria tourna le 7 mars en faveur des troupes césariennes, ce qui n'améliora pas le moral du camp pompéien, et obligea Gnæus Pompeius à livrer rapidement une bataille décisive.

## Bataille
Les deux armées se rencontrèrent dans les plaines de Munda, près d'Osuna. L'armée pompéienne se positionna sur une colline, à environ un kilomètre des murs de Munda. 
César disposait de huit légions (quatre-vingts cohortes) et de huit mille cavaliers, tandis que l'armée pompéienne était composée de treize légions, plus six mille soldats d'infanterie légère, et environ six mille cavaliers.
Beaucoup des soldats républicains s'étaient rendus à César lors de campagnes précédentes et avaient ensuite déserté son armée pour rejoindre Pompée : craignant de ne pas être pardonnés une seconde fois (César avait déjà exécuté des prisonniers), ils allaient se battre avec l'énergie du désespoir. Après un mouvement destiné à faire descendre les pompéiens de leur colline qui échoua, César ordonna une attaque frontale (au cri de guerre Vénus, déesse dont César prétendait être le descendant).
Le combat dura un bon moment sans qu'un camp prenne l'avantage sur l'autre. Les généraux se joignirent à la mêlée. César dit plus tard qu'il s'était battu de nombreuses fois pour la victoire, mais qu'à Munda il dut se battre pour sa vie. Il prit le commandement de l'aile droite où sa légion favorite, la X Equestris, était engagée dans un dur combat. La Xe légion commença alors à repousser les forces pompéiennes. Conscient du danger, Gnæus Pompeius retira une légion de son aile droite pour renforcer son aile gauche menacée. Dès l'instant où la droite pompéienne fut affaiblie, la cavalerie de César lança une attaque décisive. Le roi Bogud de Maurétanie et sa cavalerie, alliés de César, attaqua les troupes pompéiennes sur leurs arrières. Titus Labiénus, chef de la cavalerie pompéienne, vit cette manœuvre et s'élança à leur rencontre. Malheureusement pour Pompeius, ses légionnaires crurent que la cavalerie s'enfuyait. Les légions pompéiennes fuirent alors en désordre. Bien que certains pussent trouver la protection des murs de Munda, beaucoup de soldats furent tués dans leur retraite. À la fin de la bataille, environ trente mille soldats pompéiens reposaient sur le champ de bataille alors que les forces de César ne comptaient que mille tués et cinq cents blessés. Les treize étendards des légions pompéiennes furent capturés, signe de leur débandade. Labiénus mourut au combat et César fit en sorte que les honneurs funéraires lui soient rendus. Gnæus et Sextus parvinrent à s'enfuir.

## Conséquences
César laissa son légat Quintus Fabius Maximus assiéger Munda, et alla pacifier le reste de la province. Cordoue se rendit : les hommes armés de la ville (principalement des esclaves armés) furent exécutés et la cité dut payer un lourd tribut. Munda résista quelque temps, mais après une tentative pour briser le siège, qui échoua, la ville se rendit avec ses quatorze mille soldats. Gaius Didius, qui commandait une flotte fidèle à César, coula la plupart des bateaux pompéiens. Gnæus Pompeius chercha refuge dans les terres mais fut bientôt arrêté et exécuté.
Bien que Sextus Pompeius n'eût pas été capturé, les partisans de la république ne disposèrent plus jamais d'armée susceptible de contester la domination césarienne. Après son retour à Rome, le vainqueur devint dictateur à vie. César fut assassiné le 15 mars de l'année suivante (44 av. J.-C.) par d'autres partisans de la république menés par Brutus et Cassius. Après une nouvelle guerre civile, la République romaine devint pour plusieurs siècles un empire.